# Dvinosauroidea
Dvinosauroidea — викопна група темноспондилів підряду двінозаври, що проіснувала з кінця карбону до початку тріасу. Єйтс і Воррен (2000) визначили її як вузловий таксон, що включає нащадків спільного предка Isodectes і Dvinosaurus.